# Robert Maud
Robert Maud dit Bob Maud, né le 12 août 1946 à Johannesbourg, est un ancien joueur sud-africain de tennis.

## Palmarès

### Titres en simple messieurs
| No | Date       | Nom et lieu du tournoi                            | Catégorie  | Dotation | Surface      | Finaliste       | Score                     |  |
| -- | ---------- | ------------------------------------------------- | ---------- | -------- | ------------ | --------------- | ------------------------- |  |
| 1  | 1967       | Tournoi de tennis d'Afrique du Sud, Johannesbourg |            | NC $     | NC           | Martin Mulligan | 6-4, 6-4                  |  |
| 2  | 22-07-1968 | Tournoi de tennis des Pays-Bas, Hilversum         |            | NC $     | Terre (ext.) | István Gulyás   | 7-9, 7-5, 6-0, 1-6, 13-11 |  |
| 3  | 14-04-1969 | Natal Open, Durban                                | Grand Prix | 8 000 $  | Dur (ext.)   | Julian Krinsky  | 8-6, 4-6, 6-1, 6-4        |  |

### Finale en simple messieurs
| No | Date       | Nom et lieu du tournoi        | Catégorie | Surface | Vainqueur      | Score     |  |
| -- | ---------- | ----------------------------- | --------- | ------- | -------------- | --------- |  |
| 1  | 08-06-1970 | Kent Championships, Beckenham |           | NC      | Clark Graebner | 6-4, 10-8 |  |

### Finales en double messieurs
| No | Date       | Nom et lieu du tournoi                           | Catégorie | Dotation | Surface         | Vainqueurs               | Partenaire      | Score              |  |
| -- | ---------- | ------------------------------------------------ | --------- | -------- | --------------- | ------------------------ | --------------- | ------------------ |  |
| 1  | 20-09-1971 | Tournoi de tennis de Sacramento Sacramento       |           | NC $     | Moquette (int.) | Jim McManus Jim Osborne  | Frew McMillan   | 7-3, 6-3           |  |
| 2  | 15-11-1971 | Tournoi de tennis de Bologne Bologne             |           | NC $     | Moquette (int.) | Ken Rosewall Fred Stolle | Frew McMillan   | 6-7, 6-2, 6-3, 6-3 |  |
| 3  | 18-09-1972 | Montreal WCT Montréal                            |           | NC $     | NC              | Tom Okker Marty Riessen  | Ken Rosewall    | 6-1, 4-6, 7-6      |  |
| 4  | 19-03-1973 | Atlanta WCT Atlanta                              |           | 50 000 $ | Terre (ext.)    | Roy Emerson Rod Laver    | Andrew Pattison | 7-6, 6-3           |  |
| 5  | 27-11-1973 | Tournoi de tennis d'Afrique du Sud Johannesbourg |           | NC $     | Dur (ext.)      | Arthur Ashe Tom Okker    | Lew Hoad        | 6-2, 4-6, 6-2, 6-4 |  |

### Titre en double mixte
| No | Date       | Nom et lieu du tournoi             | Catégorie | Surface      | Partenaire      | Finalistes                     | Score    |          |
| -- | ---------- | ---------------------------------- | --------- | ------------ | --------------- | ------------------------------ | -------- | -------- |
| 1  | 22-07-1968 | Dutch Open Championships Hilversum |           | Terre (ext.) | Annette Van Zyl | Margaret Smith Court Tom Okker | 6-3, 7-5 | Parcours |

### Finale en double mixte
| No | Date       | Nom et lieu du tournoi | Catégorie | Dotation | Surface      | Vainqueurs                     | Partenaire  | Score    |          |
| -- | ---------- | ---------------------- | --------- | -------- | ------------ | ------------------------------ | ----------- | -------- | -------- |
| 1  | 01-09-1971 | US Open Forest Hills   | G. Chelem | 80 000 $ | Gazon (ext.) | Billie Jean King Owen Davidson | Betty Stöve | 6-3, 7-5 | Parcours |

## Autres performances
- Tournoi de Monte-Carlo : Demi-finaliste en 1974.